# Naguabo
Naguabo ist eine der 78 Gemeinden von Puerto Rico. Sie liegt an der Ostküste der Insel. 2019 lebten 25.761 Personen im Ort.

## Geschichte
Die Stadt Naguabo wurde in der Nähe einer Schlucht an der Ostküste gegründet und 1821 an ihren heutigen Standort verlegt. Der Pastelillo de Chapín, ein in Puerto Rico beliebtes Essen, soll aus Naguabo stammen. Es handelt sich dabei um Rüsselfisch, der in einen Mehlteig eingewickelt und frittiert wird. Pastelillo de chapín kann man in fast jedem Lokal am Meer auf der Insel finden.

## Gliederung
Die Gemeinde ist in 10 Barrios aufgeteilt:
1. Daguao
2. Duque
3. Húcares
4. Maizales
5. Mariana
6. Naguabo barrio-pueblo
7. Peña Pobre
8. Río
9. Río Blanco
10. Santiago y Lima

## Persönlichkeiten
- Filiberto Ojeda Ríos (1933–2005), Unabhängigkeitskämpfer und Terrorist
- Martín Maldonado (* 1986), Baseballspieler
- Edwin Díaz (* 1994), Baseballspieler